# 江西广播电视台公共农业频道
江西电视台公共·农业频道即江西五套，频道呼号为（JXTV-5），是中华人民共和国江西广播电视台旗下一条电视频道，1999年正式开播。原为江西公共頻道，2018年增加农业定位，因此改为江西电视台公共·农业频道。

## 品牌栏目
- 新闻晚高峰
- 三农头条
- 稻花香里[4]
- 5哥帮忙团[5]
- 晓宇说交通[6]

## 争议事件
2018年12月19日，国家广电总局监测发现江西广播电视台公共·农业频道在11月19日存在播出涉性广告、违规播出医疗、药品和保健品广告、违规播出微商广告和超量播出商业广告的行为。为此广电总局责令江西公共·农业频道立即停止违规播放广告行为，同时责成江西省广播电视局给予频道停播商业广告30日的行政处罚。